# Vila Sônia (métro de São Paulo)
Vila Sônia ou terminus intermodal Vila Sônia est l'un des terminus de transport desservant la ville de São Paulo, intégrant au même endroit la ligne 4 du métro (y compris ses ateliers), les bus municipaux et interurbains et le couloir de bus Campo Limpo de la SPTrans, étant situé dans le district de Vila Sônia.

## Station de métro
Station souterraine avec des quais latéraux, avec des structures en béton apparentes et une passerelle de distribution en structure métallique, fixée avec des traverses sur le quais. Elle possède un accès pour les personnes handicapées.